# Götutindur
Götutindur är en bergstopp i republiken Island. Den ligger i regionen Austurland, 400 km öster om huvudstaden Reykjavík. Toppen på Götutindur är 866 meter över havet.
Trakten runt Götutindur är nära nog obefolkad, med mindre än två invånare per kvadratkilometer. Närmaste större samhälle är Fáskrúðsfjörður, omkring 10 kilometer norr om Götutindur. Trakten runt Götutindur består i huvudsak av gräsmarker.